# Chasmia variegata
Chasmia variegata är en tvåvingeart som först beskrevs av Schuurmans Stekhoven 1926.  Chasmia variegata ingår i släktet Chasmia och familjen bromsar. Inga underarter finns listade i Catalogue of Life.